# Lucas Bourgoyne
Lucas Bourgoyne, né le 7 avril 2001 à Houston (Texas), est un coureur cycliste américain.

## Biographie
Après une bonne saison en France, il passe professionnel en 2023 au sein de l'équipe CIC U Nantes Atlantique,. Il quitte toutefois l'effectif au mois de juillet. 

## Palmarès et résultats

### Par année
- 2017
  - Aggieland Omnium
  - Texas Time Trial State Championship
- 2019
  - 2e étape de la San Dimas Stage Race juniors
  - Jacobs Well Classic
  - Texas Time Trial State Championship
  - 2e et 5e étapes du Tour de l'Abitibi
  - 2e étape du Tour de DMZ
- 2020
  - Tommy Ketterhagen Memorial
  - 1re étape de la Pace Bend Road Race
  - 1re étape de La Primavera at Lago Vista
- 2021
  -  Champion des États-Unis du critérium espoirs
  - Texas State Criterium Championships
  - 2e du championnat des États-Unis sur route espoirs
- 2022
  - Grand Prix de la Pentecôte à Moncontour
  - 1re étape des Trois Jours de Cherbourg
  - Tour de Rhuys
  - 2e de La Castelbriantaise
  - 2e du championnat des États-Unis sur route espoirs
  - 2e du championnat des États-Unis du critérium espoirs
  - 2e du	Prix de Coatélan-Plougonven
  - 2e du Grand Prix des Filets Bleus
  - 3e du Prix Paul Fréhel
- 2024
  - 1re étape du Cedar Hill Race Festival
  - 1re étape de La Primavera at Lago Vista
  - 1re étape du Tour de Murrieta
  - Easton Twilight Criterium
  - 2e et 8e étapes du Tour of America's Dairyland
  - Manhattan Beach Grand Prix
  - 2e et 3e étapes du Chicago Grit
  - Jacob's Well Classic
  - 2e du Tour de Murrieta
  - 3e du Gastown Grand Prix
- 2025
  -  Champion des États-Unis du critérium
  - 1re étape du Cedar Hill Race Festival
  - 2e étape de La Primavera at Lago Vista
  - Pace Bend Weekend :
    - Classement général
    - 1re et 3e étapes

  - Sunny King Criterium
  - Spin the District Hapeville
  - Curiosity Lab Criterium
  - Tour de Somerville
  - 5e, 8e et 10e étapes du Tour of America's Dairyland
  - Littleton Twilight Criterium
  - Gastown Grand Prix
  - 2e du Rock and Road Criterium
  - 2e du Tour of America's Dairyland

### Classements mondiaux
| Année            | 2021 |
| ---------------- | ---- |
| UCI America Tour | 171e |